# Tosiwo Nakayama
Tosiwo Nakayama (Chuuk, 23 november 1931 - Honolulu Hawaï, 29 maart 2007) was een politicus uit de eilandstaat Micronesia en vervulde acht jaar het presidentiële ambt. Hij was de eerste president van de eilandstaat toen hij in 1979 door het congres van Micronesia werd verkozen. In 2007 overleed Nakayama op 75-jarige leeftijd.